# حال حال سفلي
حال‌ حال سفلي (بالفارسية: حال‌حال سفلی) هي قرية تقع في قسم آواجيق الجنوبي الريفي (مقاطعة تشالدران) في إيران. يقدر عدد سكانها بـ 203 نسمة .